# Cosmoscarta lestachei
Cosmoscarta lestachei är en insektsart som beskrevs av Victor Lallemand 1922. Cosmoscarta lestachei ingår i släktet Cosmoscarta och familjen spottstritar. Inga underarter finns listade i Catalogue of Life.